# Frances Ruffelle
Frances Ruffelle (Londres, 29 de agosto de 1965) é uma cantora britânica.
Em 1994 representou o Reino Unido no Festival Eurovisão da Canção com a canção "Lonely Symphony (We Will Be Free)".